# 菱田雅晴
菱田 雅晴（ひしだ まさはる、1950年10月19日 - ）は、日本の政治社会学者、法政大学法学部教授。専攻は、現代中国研究、中国政治社会論。社会学が出身であるが、国家社会関係、コーポラティズム等の視点を導入した科研費グループ研究を主宰し、近年は「中南海研究会」と題して、中国共産党を組織として把握した研究プロジェクトを進めている。東京都渋谷区在住。

## 略歴
長野県長野市生まれ。1969年長野県長野高等学校卒業、1974年東京大学文学部社会学科を卒業。同年、日本貿易振興機構入会、経済情報部情報管理課中国班に配属され、中国経済調査を担当。1977年から1979年、財団法人日中経済協会に出向し、改革開放へと変貌する中国に接したことから、1981年から復旦大学、北京語言学院を経て、北京大学経済系に留学し、王守常教授らに師事する。神奈川大学兼任講師等を経て、恩師の高橋徹が学部長となる静岡県立大学国際関係学部の創設に関わり、1986年、同大学国際関係学部（同大学院国際関係学研究科）助教授に就任、当時の学部メンバーには、毛里和子、中西輝政、木村浩らがいる。1991年からは駐中華人民共和国日本大使館に専門調査員として赴任した。1995年静岡県立大学教授、1998年から静岡県立大学評議員（2004年まで）、2002年同大学院国際関係学研究科長（2004年まで）を務めた後、同年秋、静岡県立大学を退官、法政大学法学部教授に就任した。この間、1993年から95年にかけて、OECDコンサルタント（“ Consultant on China ”）をつとめたほか、青山学院大学国際政治経済学部、京都大学経済研究所非常勤講師等歴任。

## 著書
- 栗林純夫・高橋宏・菱田雅晴編『中国の経済社会発展――成長制約要因の克服は可能か』（人と文化社、1994年4月、173頁）
- China: An Enhanced International Link. Trade Directorate Working Paper, 156 pages, OECD, March 1994
- Ku-Hyun Jung and Masaharu Hishida (eds.). Foreign Direct Investment and Cross Cultural Management in Northeast Asia. SPF, 107 pages, November 1995
- 天児慧・石原享一・朱建栄・辻康吾・菱田雅晴・村田雄二郎編『岩波 現代中国事典』（岩波書店、1999年5月、1457頁）
- 菱田雅晴編『社会――国家との共棲関係』（現代中国の構造変動5、東京大学出版会、2000年6月、323頁）
- 天児慧・菱田雅晴編『深層の中国社会――農村と地方の構造的変動』（勁草書房、2000年9月、308頁）
- 菱田雅晴・園田茂人『経済発展と社会変動』（シリーズ現代中国経済8、名古屋大学出版会、2005年、244頁）
- Masaharu Hishida (ed.), China’s Trade Unions; How Autonomous Are They?, Routledge (2009), 263 pages
- 菱田雅晴編著『中国――基層からのガバナンス』（法政大学出版局、2010年、324頁）
- 菱田雅晴編著『中国共産党のサバイバル戦略』（三和書籍、2012年、520頁）
- 高原明生・菱田雅晴・村田雄二郎・毛里和子編『共同討議 日中関係 何が問題か――1972年体制の再検証』（岩波書店、2014年、184頁）
- 菱田雅晴・鈴木隆『共産党とガバナンス』（超大国・中国のゆくえ3、東京大学出版会、2016年、258頁）

| 学職          | 学職                                                               | 学職        |
| ------------- | ------------------------------------------------------------------ | ----------- |
| 先代 小浜裕久 | 静岡県立大学大学院 国際関係学研究科研究科長 第5代：2002年 - 2004年 | 次代 榊正子 |